# Hwanin

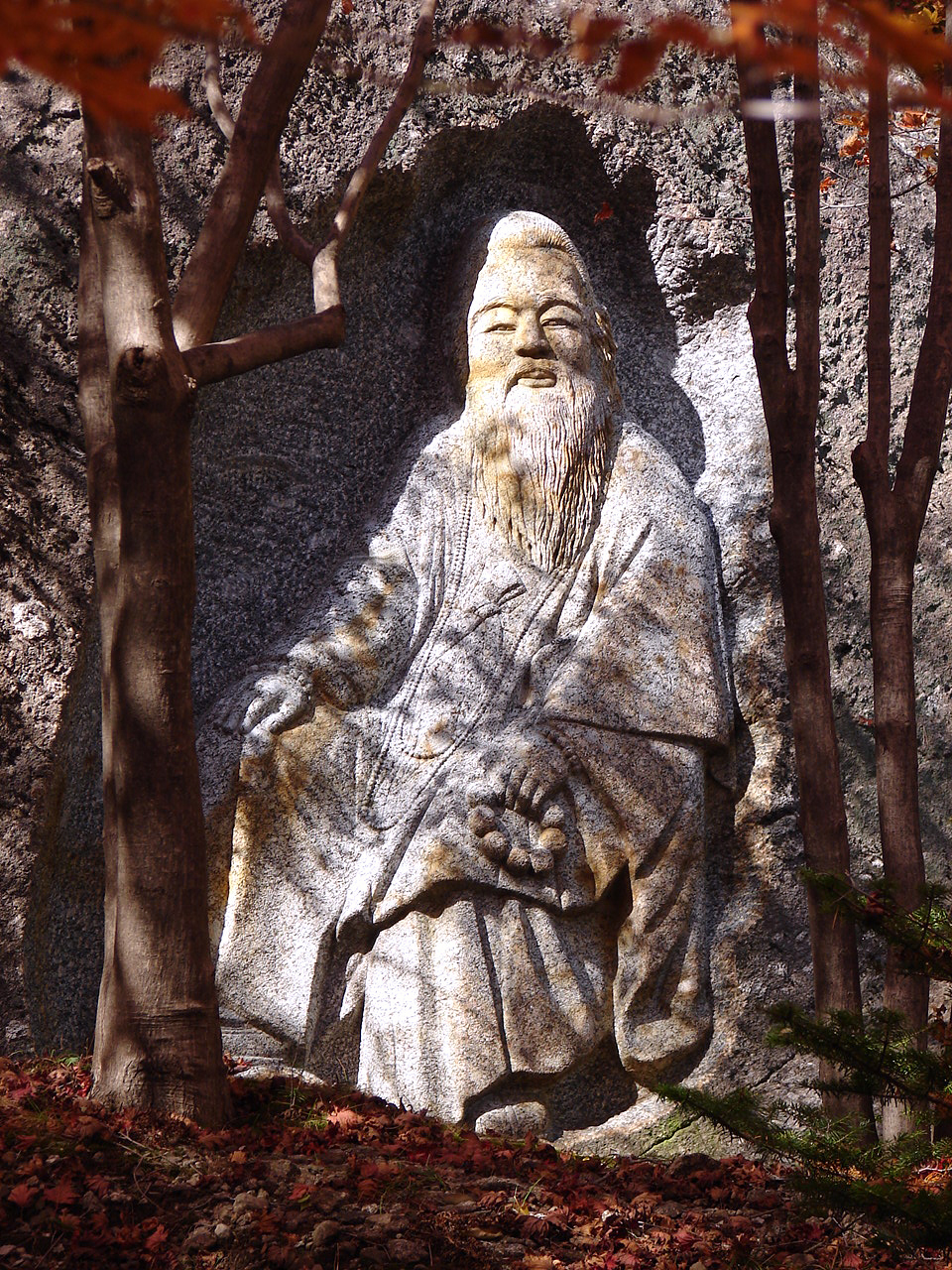
Hwanin

Hwanin ist eine Figur aus der koreanischen Mythologie. Er entspricht dem hinduistischen Indra, dem Herrscher von Himmel und Erde.
Er ist der Vater des Hwanung und Großvater des Dangun, des mythischen Begründers Go-Joseons.